# Monty Hall
Monty Hall, właśc. Maurice Halprin (ur. 25 sierpnia 1921 w Winnipeg, zm. 30 września 2017 w Beverly Hills) – kanadyjski aktor i piosenkarz, gospodarz popularnych programów telewizyjnych. Od jego nazwiska pochodzi znany w rachunku prawdopodobieństwa paradoks Monty’ego Halla.